# Oecanthus dissimilis
Oecanthus dissimilis är en insektsart som beskrevs av Toms och D. Otte 1988. Oecanthus dissimilis ingår i släktet Oecanthus och familjen syrsor. Inga underarter finns listade i Catalogue of Life.